# Leuctra klapperichi
Leuctra klapperichi is een steenvlieg uit de familie naaldsteenvliegen (Leuctridae). De wetenschappelijke naam van de soort is voor het eerst geldig gepubliceerd in 2005 door Murányi.